# Jacques Carette
Jacques Carette (* 1. März 1947 in Roubaix) ist ein ehemaliger französischer Leichtathlet. Bei einer Körpergröße von 1,80 m betrug sein Wettkampfgewicht 68 kg.
Bei den Olympischen Spielen 1968 schied Jacques Carette im 200-Meter-Lauf im Viertelfinale aus. Mit der französischen 4-mal-400-Meter-Staffel erreichte er den Endlauf, belegte dann aber nur Platz acht. 
Im folgenden Jahr bei den Europameisterschaften 1969 erreichte er das Finale im 400-Meter-Lauf und wurde in 45,9 s Vierter. Erfolgreicher war er in der Staffel. Als dritter Läufer der französischen Staffel übergab er den Stab mit so großem Vorsprung an den Schlussläufer Jean-Claude Nallet, dass dieser dann souverän zum Titelgewinn in 3:02,3 min laufen konnte. 
Bei den Olympischen Spielen 1972 startete Carette nur mit der Staffel und erreichte wie 1968 das Finale. Diesmal gewann er mit der französischen Staffel in 3:00,65 min die Bronzemedaille hinter den Staffeln aus Kenia und Großbritannien. Auch bei den Europameisterschaften 1974 war er Mitglied der französischen Staffel, die die Bronzemedaille erhielt. 